# Medděd

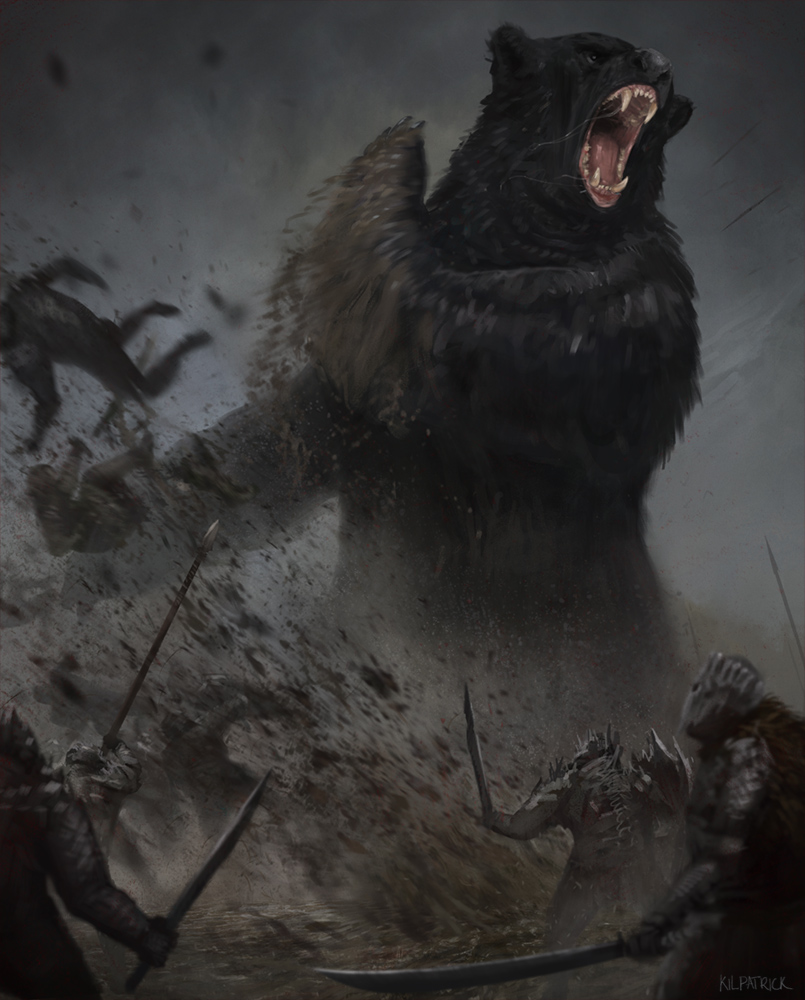
Medděd ve své medvědí podobě během bitvy pěti armád

Medděd je postava z fiktivního světa J. R. R. Tolkiena. Vystupuje v jeho knize Hobit aneb cesta tam a zase zpátky, kde pomáhá výpravě trpaslíka Thorina Pavézy a účastní se také bitvy pěti armád. Je o něm zmínka i v Tolkienově trilogii Pán Prstenů.

## Popis
Medděd je neobyčejně vysoký a svalnatý muž s černými vlasy. Je to kožoměnec, to znamená, že má schopnost proměňovat se dle vůle ve velkého zuřivého medvěda. Medděd obýval svůj veliký dřevěný dům na okraji Temného hvozdu, kde choval množství neobyčejně velkých včel a mluvící koně. Zvířata nezabíjel, a proto si vyráběl jídlo a potraviny zejména z nadojeného mléka a svého medu.  

## Role v Hobitovi
Medděd byl náčelníkem severského lidu, kteří byli podle něj označováni jako Meddědovci. Obývali území mezi Anduinou a Temným Hvozdem a strážili před skřety Vysoký průsmyk v Mlžných horách a Skalnatý brod přes Velkou řeku, za což často vybírali nemalé výkupné. V roce 2941 Třetího věku hostil Medděd ve svém domě čaroděje Gandalfa, hobita Bilbo Pytlíka a trpaslíky Thorina Pavézu, Balina, Dvalina, Doriho, Oriho, Noriho, Óina, Glóina, Kíliho, Fíliho, Bifura, Bofura a Bombura, kteří byli na cestě k Osamělé hoře. Při odchodu jim dal mnoho rad a obdaroval je zásobami na cestu a na cestu k temnému hvozdu půjčil poníky.
V průběhu bitvy pěti armád přispěchal Medděd na pomoc trpaslíkům, elfům a lidem z Jezerního města. V boji na sebe vzal medvědí podobu, pobil mnoho skřetů a vlků a vynesl z bitevní vřavy umírajícího Thorina Pavézu. Poté, co Medděd usmrtil skřetího vůdce Bolga, se skřeti dali na útěk a spojenci zvítězili. Po bitvě doprovázeli Medděda do jeho domu Gandalf s Bilbem, kteří u něj strávili Vánoce a na jaře pokračovali dál na západ.

## Adaptace
Ve filmové trilogii Hobit, kterou v letech 2012 až 2014 natočil režisér Peter Jackson ztvárnil postavu Medděda švédský herec Mikael Persbrandt.